# Maîtrise de Radio France
 (avril 2019).
Si vous disposez d'ouvrages ou d'articles de référence ou si vous connaissez des sites web de qualité traitant du thème abordé ici, merci de compléter l'article en donnant les références utiles à sa vérifiabilité et en les liant à la section « Notes et références ».
La Maîtrise de Radio France est une formation permanente de Radio France qui a pour mission d'illustrer et de défendre le répertoire choral français et de favoriser la création, notamment en interprétant des œuvres commandées à son intention. La Maîtrise aborde une grande diversité de répertoires, du baroque au contemporain en passant par le jazz ou des esthétiques actuelles. Sofi Jeannin en est la directrice musicale depuis mars 2008.
Il s'agit de l'une des quatre formations permanentes de Radio France avec l'Orchestre philharmonique de Radio France, l'Orchestre national de France et le Chœur de Radio France.

## Historique
La Maîtrise de Radio France a été fondée le 19 avril 1946 par Henry Barraud et Maurice David, avec la contribution de nombreux pédagogues et compositeurs tels que Pierre Capdevielle, Jean Planel, Robert Planel ou Roger Calmel, qui ont apporté leurs connaissances et savoir-faire,.
La Maîtrise de Radio France est une formation musicale de très haut niveau destinée à des enfants de neuf ans et plus. Elle fut à l'origine des premières expériences du système dit de « mi-temps pédagogique » appliqué aux enseignements artistiques, qui permet de participer à des manifestations musicales prestigieuses sous la direction des plus grands chefs.
Son répertoire éclectique va des polyphonies du XVe siècle à la musique contemporaine et à la comédie musicale, des œuvres a cappella aux partitions à grand effectif. Il illustre bien sa capacité à s'adapter aux styles les plus variés et aux expressions chorales les plus larges.
La Maîtrise s'est produite en Europe, en Asie et en Amérique du Nord. Elle a acquis une reconnaissance internationale. 
En 1984, elle enregistre avec l'Orchestre National de France et le Chœur de Radio France l'opéra Carmen de Georges Bizet, sous la direction de Lorin Maazel, pour le film éponyme de Francesco Rosi avec Julia Migenes Johnson, Placido Domingo, Ruggero Raimondi et Faith Esham. 
En 1995, elle a reçu le premier Orphée d'Or de l'Académie du disque lyrique attribué à un chœur d'enfants, pour la création de l'oratorio de N'Guyen-Tien Dao Les Enfants d'Izieu.
Un premier site historique de la Maîtrise de Radio France est né à Paris, rattaché au groupe scolaire Jean-de-La-Fontaine dans le 16e arrondissement ; plus récemment un deuxième site a été ouvert en septembre 2007 à Bondy au sein de l'école Olympe-de-Gouges. Le bilan dressé en 2011 est une réussite qui permet de pérenniser ce programme.

## Organisation des études
La Maîtrise de Radio France est une structure d'enseignement à part entière. Elle est à l'origine de l'une des premières expériences de mi-temps pédagogique appliqué aux études artistiques. L'ensemble de l'enseignement dispensé à la Maîtrise est gratuit.
Le matin, les élèves de la Maîtrise reçoivent un enseignement général au sein d'établissements de l'Éducation nationale avec lesquels un partenariat a été établi. Une concertation permanente avec ces établissements assure le suivi individuel des élèves et l'harmonisation des activités de production artistique et du travail scolaire.
L'après-midi est consacré à la pratique musicale au sein de la Maîtrise. Outre un travail choral journalier, les élèves suivent des cours individuels de technique vocale et de clavier, ainsi qu'une formation musicale (histoire de la musique, harmonie et analyse...). Des ateliers de relaxation, d'expression corporelle et de direction de chœur leur sont également proposés. Des stages ponctuels sur des styles musicaux précis viennent régulièrement enrichir le parcours.

## Formation musicale
La Maîtrise est ouverte aux filles et garçons, du CM1 à la Terminale, soit de 9 à 17 ans environ. Le cycle des études est réparti en trois sections :
- Chœur préparatoire premier cycle (les deux premières années) ;
- Deuxième cycle (3-4 années) ;
- Cycle de fin d'études (3 années).

L'enseignement musical représente de onze à dix-sept heures hebdomadaires, suivant le niveau d'études. Lorsque les garçons muent, un cursus spécial leur est proposé afin qu'ils continuent et complètent leur formation au sein de la Maîtrise.
Les cours ont lieu sur deux sites. A Paris, la Maîtrise de Radio France est installée à la Cité Scolaire Jean-de-La-Fontaine à Paris dans le 16e arrondissement. A Bondy, c'est à l'école élémentaire Olympe de Gouges (pour la pré-Maîtrise) et à l'Auditorium Angèle et Roger Tribouilloy que les cours sont organisés. Les enfants sont scolarisés à partir de la 6ème au Collège Pierre Brossolette (Bondy). Depuis 2021, le cursus sur le site de Bondy a été élargi au lycée et les élèves suivent leurs cours au Lycée Albert Schweitzer (Le Raincy).

## Inscription et concours
Les enfants et adolescents qui ont entre neuf et quinze ans peuvent s'inscrire au concours ayant lieu vers le mois de mars, quel que soit leur niveau musical, même débutant. Les garçons ayant mué ne peuvent pas se présenter au concours. Ce concours d'entrée est composé de trois étapes :
- dépôt de candidature, avec lettre de motivation de l'enfant ;
- 1er tour : épreuve vocale sur un chant au choix du candidat ;
- 2e tour : épreuve de chant et de formation musicale, et entretiens.

## Missions
La Maîtrise de Radio France initie ses élèves à la musique grâce aux activités du chœur et dispense également un enseignement en chant, piano et formation musicale. Elle organise par ailleurs des stages pour ses élèves. La Maîtrise se produit régulièrement avec les autres formations de Radio France (Chœur de Radio France, Orchestre philharmonique de Radio France et Orchestre national de France), ou d’autres orchestres de dimension internationale. Elle se produit aussi de façon autonome, a cappella ou accompagnée par un ensemble instrumental. Elle se produit aussi bien dans plusieurs villes de France (Lille, Lyon, etc.), que sur les plus grandes scènes de Paris (Théâtre des Champs-Élysées, Salle Pleyel, Cité de la musique, etc.), qu'à l'international (Finlande, Suède, etc.).

## Chefs de chœur
À la direction de la maîtrise se sont succédé :
- 1946-1953 : Marcel Couraud et Jaques Besson
- 1953-1964 : Jacques Besson et Jacques Jouineau
- 1964-1979 : Jacques Jouineau
- 1979-1984 : Henri Farge[1]
- 1984-1989 : Michel Lasserre de Rozel[1]
- 1989 : Marie-Claude Vallin[1]
- 1989-1998 : Denis Dupays[1],[6]
- 1998-2007 : Toni Ramon[1]
- 2008-... : Sofi Jeannin[1]

## Chronologie
- 1946 : Fondation de la Maîtrise de la Radiodiffusion française par Henry Barraud, Maurice David et Pierre Capdevielle. Jean et Robert Planel (le premier est musicien ; l'autre, inspecteur général de l'enseignement musical à la Ville de Paris) participent également à cette naissance. Marcel Couraud est le premier chef de la Maîtrise.
- 1952 : Tournée en Allemagne.
- 1953 : Jacques Jouineau prend la tête de la Maîtrise, qu'il dirigera pendant un quart de siècle.
- 1955 : Tournée en Allemagne.
- 1958 : Tournée en Israël.
- 1959 : À Gubbio, dans le cadre du 14e Festival de l'Ombrie, exécution mémorable des Petites Liturgies de la Présence divine de Messiaen. Tournée en Tchécoslovaquie.
- 1962 : Tournées de la Maîtrise en Allemagne et en Italie.
- 1963 : Inauguration de la Maison de la Radio.
- 1965 : Tournées en Tchécoslovaquie et en Pologne.
- 1973 : Tournée en URSS.
- 1975 : Fin de l'ORTF, naissance de Radio France. La Maîtrise s'appelle désormais Maîtrise de Radio France.
- 1979 : Henri Farge remplace Jacques Jouineau à la tête de la Maîtrise.
- 1983 : La Maîtrise participe au Festival de Lausanne.
- 1984 : Michel Lasserre de Rozel devient à son tour directeur de la Maîtrise. Concerts à la Fenice de Venise.
- 1984 : Enregistrement de Carmen de Georges Bizet, sous la direction de Lorin Maazel
- 1985 : En été, tournée au Canada.
- 1989 : Denis Dupays devient directeur de la Maîtrise. La Maîtrise participe au Festival de Lausanne.
- 1993 : La Maîtrise crée Pu wijnuev we fyp, œuvre commandée au compositeur Iannis Xenakis par Radio France.
- 1995 : La Maîtrise reçoit le premier Orphée d'Or de l'Académie du disque lyrique attribué à un chœur d'enfants pour la création de l'oratorio de N'Guyen Thien Dao Les Enfants d'Izieu.
- 1996 : Le 27 février, concert du cinquantenaire.
- 1997 : Création à Paris, puis à Turin, de Narcissus e Eco, œuvre spécialement composée pour la Maîtrise par Enrico Corregia.
- 1998 : En mai, création par la Maîtrise, avec la participation de l'Ensemble Erwartung, de l'opéra de Stéphane Bortoli Les Deux Lutins. En septembre, Toni Ramon devient directeur musical de la Maîtrise.
- 2000 : La Maîtrise de Radio France crée et enregistre Placide, opéra-bouffe commandé par Radio France au compositeur Julien Joubert. Tournée en Turquie.
- 2001 : En août, déménagement : la Maîtrise s'installe au 1 place de la porte Molitor, Paris 16e à la Cité Scolaire Jean-de-La-Fontaine. Lancement d'un nouveau partenariat avec l'Éducation nationale.
- 2007 : Septembre : disparition de Toni Ramon. Ouverture du second site de la Maîtrise à l'école Olympe-de-Gouges de Bondy. Tournée en Finlande.
- 2008 : Sofi Jeannin devient directrice musicale de la Maîtrise. Inauguration d'une salle Toni Ramon à l'école Olympe-de-Gouges.

## Abus sexuels
En mars  2023, une enquête du Parisien révèle une affaire de pédophilie au sein de la chorale catholique des Moineaux de Nogent-sur-Marne, incriminant Denis Dupays, l’un des chefs de chœurs les plus célèbres de l’Hexagone. Denis Dupays ayant été chef de La Maitrise de 1989 à 1998, un collectif d’anciens choristes nommé « Chœurs Brisés Agir » se forme pour réclamer à Radio France une enquête interne que l’entreprise entreprend pour faire remonter tout ce qui concerne cette période. Radio France fait aussi appel à la CIVIISE pour mettre en place une cellule d’accompagnement pour tout ancien élève souhaitant témoigner dans le respect de l’anonymat.
Selon la Commission indépendante sur l’inceste et les violences sexuelles faites aux enfants, trois enfants de la Maîtrise de Radio France ont été victimes d'agressions sexuelles alors que Denis Dupays en était le chef de chœur de 1989 à 1998 .
Dans le cadre de cette affaire, Radio France a rappelé les procédures de recrutement mises en place pour garantir la sécurité des enfants : consultation des condamnations passées avant toute embauche d’un encadrant à la Maîtrise, interdiction de cours et entretiens individuels avec les jeunes élèves, vigilance renforcée lors des tournées, etc.